# Hunger Games : La Révolte, partie 1
Pour les articles homonymes, voir Hunger Games.
Série Hunger Games
L'Embrasement
(2013) La Révolte, partie 2
(2015)
Pour plus de détails, voir Fiche technique et Distribution.
Hunger Games : La Révolte, partie 1 (The Hunger Games: Mockingjay - Part 1) est un film américain de science-fiction dystopique réalisé par Francis Lawrence, sorti en 2014.
Cette adaptation du roman éponyme de Suzanne Collins, le troisième et dernier de la série, est divisée en deux parties à l'écran, dont la deuxième est sortie en novembre 2015.
Il met en scène le personnage principal Katniss Everdeen interprété par Jennifer Lawrence et faisant suite à Hunger Games (2012) et à Hunger Games : L'Embrasement (2013).
Le film débute après l'explosion de l'arène des jeux. Katniss Everdeen et deux autres survivants des 75es Hunger Games (ou troisièmes Jeux de l'Expiation), Finnick Odair et Beetee Latier, ainsi que le Haut Juge des jeux Plutarch Heavensbee, tous impliqués dans la rébellion, ont pris la fuite vers le District 13. Elle y retrouve sa mère, sa sœur Prim et son ami Gale. Elle rencontre la Présidente Coin qui veut que Katniss incarne le Geai moqueur, symbole de la révolte, dans des spots de propagande afin d'unifier les Districts contre le Capitole. Réticente au début, elle finit par accepter devant l'horreur commise par le Capitole sur ordre du Président Snow contre les actes de rébellion, notamment au District 12, complètement rasé après la fin des 75es Hunger Games. Elle devra alors devenir le symbole de la rébellion, et poussera les Districts à la guerre ouverte contre le Capitole.

## Synopsis
Katniss Everdeen est en convalescence au district 13, non loin de Finnick Odair, perturbé lui par la capture de Annie Cresta, sa bien aimée. Plus tard, le colonel Boggs, chef de la sécurité escorte la jeune femme jusqu'à la Présidente Alma Coin, avec à ses côtés Plutarch Heavensbee et Beetee. Ils souhaitent que Katniss incarne le Geai moqueur, symbole de la révolte, dans des vidéos de propagande afin d’unifier tous les districts contre le Capitole. Mais Katniss refuse, car les rebelles n'ont pu sauver Peeta. Plutarch demande alors qu'on la conduise au district 12 afin qu'elle change d'avis.
Elle s'y rend en hovercraft conduite par Boggs et Gale, et ne peut que constater l'anéantissement de son District. Étrangement, sa propre maison est intacte. Elle y récupère Buttercup, le chat de Prim, et trouve également une rose blanche de Snow dans le salon. Au même moment, le dictateur s'adresse à tout Panem : toute référence au Geai Moqueur, synonyme de rébellion, est punie de mort. De retour au 13, Peeta apparaît à l'écran interviewé par Caesar Flickerman et finit par appeler à un cessez-le-feu. Selon Gale, Peeta a probablement été manipulé ou joue la comédie.
Katniss décide finalement d'aider la rébellion à condition que les anciens vainqueurs retenus au Capitole soient libérés et pardonnés pour leur collaboration (forcée) avec le Capitole. Pour préparer Katniss à son nouveau rôle, Plutarch demande à Effie Trinket - elle aussi réfugiée au 13 - de l'épauler dans sa démarche. Effie retrouve la jeune femme qui lui apprend la mort de Cinna. Les premiers spots, tournés en studio, ne donnent rien, Katniss ne parvenant pas à être naturelle. Haymitch Albernathy désintoxiqué suggère alors de l'envoyer sur le terrain en plein combat. Gale et Katniss rejoignent Boggs et l'équipe de tournage dirigée par Cressida, son assistant Messala et les frères cameramen Castor et Pollux.
Arrivés au District 8, Katniss et son escouade rencontrent la Commandante Paylor qui les mène jusqu’à un hôpital de fortune. À la vue de la jeune femme, les nombreux blessés reprennent espoir. Mais sa présence est repérée par le Capitole et Snow ordonne aussitôt le bombardement de l’hôpital, où tous les blessés périssent. Katniss et Gale ripostent et abattent deux hovercrafts. Furieuse, Katniss exhorte Panem à se soulever contre Snow. Les images sont retransmises grâce à Beetee dans tout le pays. Dès lors, les soulèvements commencent à éclater au sein des districts.
Katniss et Gale retrouvent leur complicité lors d'une chasse en forêt, mais une seconde interview de Peeta brouille leur rapport. Katniss pense que Peeta n'est pas au courant de la destruction du district 12 et demande à y être filmée devant les ruines encore fumantes. Les images sont diffusées, et d'autres soulèvements éclatent. Un barrage hydroélectrique est détruit amoindrissant les défenses du Capitole. Lors d'une troisième apparition télévisée d'un Peeta méconnaissable, le garçon voit des images de Katniss grâce au piratage de Beetee, et, dans un moment de lucidité, parvient à avertir le District 13 d'une attaque imminente. L'alerte est aussitôt donnée par Coin et les habitants se réfugient dans les profondeurs du 13 qui résiste aux frappes aériennes sans aucune victime.
Coin veut que Katniss montre à tous que le District 13 a survécu. Mais en surface, Katniss trouve un tapis de roses blanches parmi les cratères, comprend que Peeta est condamné et refuse d'être filmée. Elle retrouve Haymitch qui lui annonce que Coin a envoyé une Escouade pour sauver Peeta et les autres. Gale s'est porté volontaire pour cette mission. Au même moment, Finnick est filmé à la place de Katniss, la vidéo brouillant du même coup les systèmes du Capitole. Finnick dévoile notamment de sombres secrets concernant le passé de Snow. Mais l'électricité revient au Capitole et Katniss demande à parler à Snow pour faire diversion via un écran. Mais ce dernier finit par l'informer qu’il sait tout du sauvetage en cours et interrompt la conversation. Katniss est alors effondrée, persuadée que l'escouade est perdue, perdant du coup Gale et Peeta.
Quelques heures plus tard, Boggs, Gale et le reste de l'escouade rentrent étrangement sains et saufs, avec Johanna, Annie (qui retrouve Finnick) et Peeta. Alors que Katniss s’approche du garçon, il se jette sur elle et l'étrangle violemment, mais Boggs l'assomme à temps. Katniss se réveille avec une minerve en présence de Boggs. Plutarch, Haymitch, Beetee et Primrose la rejoignent et lui expliquent que Peeta a probablement été torturé et conditionné pour considérer Katniss comme une ennemie. Plutarch est toutefois persuadé que l'on peut sauver le garçon. Peu après, Coin prononce un discours se félicitant du succès de la mission et promet une victoire prochaine. Katniss en profite pour aller voir Peeta et le voit à travers une vitre, enfermé dans sa cellule, se débattant violemment attaché à son lit.

## Fiche technique

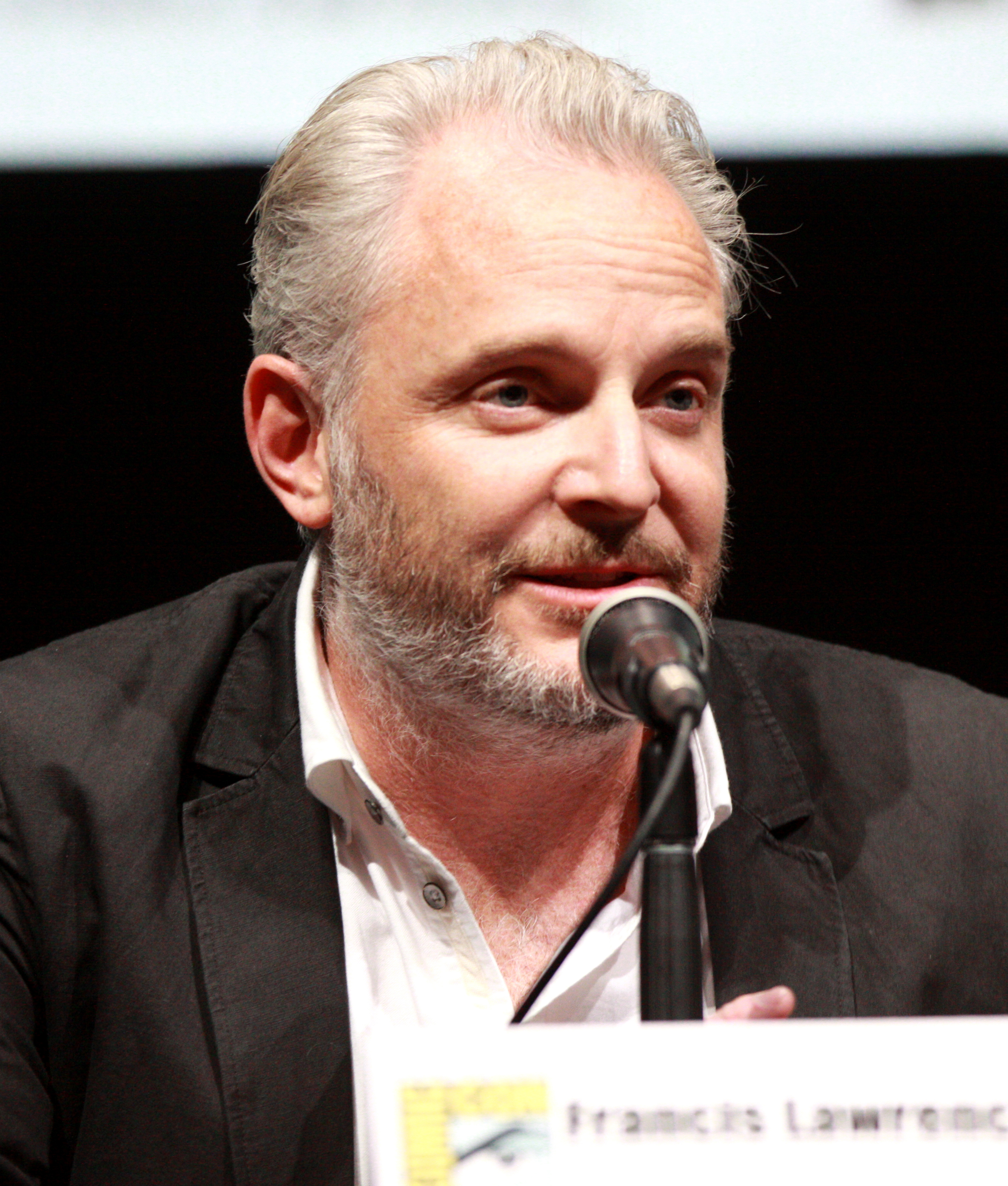
Francis Lawrence, réalisateur des trois derniers films de la série.

- Titre original : The Hunger Games: Mokingjay - Part 1
- Titre français et québécois : Hunger Games : La Révolte, partie 1 / Hunger Games : La Révolte, 1ère Partie (à la télévision)
- Réalisation : Francis Lawrence
- Scénario : Peter Craig et Danny Strong, adapté par Suzanne Collins, d'après Hunger Games : La Révolte de Suzanne Collins
- Musique : James Newton Howard
  - Chanson Meltdown de Stromae et
  - Chanson Yellow Flicker Beat de Lorde[1]
- Direction artistique : Ravi Bansal, Andrew Max Cahn, Lauren E. Polizzi, Stefan Speth et Steve Summersgill
- Décors : Philip Messina
- Costumes : Kurt and Bart
- Photographie : Jo Willems
- Son : Skip Lievsay, Jeremy Peirson, Bryon Williams
- Montage : Alan Edward Bell et Mark Yoshikawa
- Production : Nina Jacobson et Jon Kilik
  - Direction de production : Michael Paseornek et Patrick Wachsberger
  - Production déléguée : Suzanne Collins, Jan Foster, Allison Shearmur et Joe Drake[1]
  - Production associée : Cameron MacConomy
  - Coproduction : Bryan Unkeless et John Bernard[1]
- Sociétés de production[2] :
  - États-Unis : Lionsgate et Color Force
  - Canada : avec la participation du Crédit d'impôt pour production cinématographique ou magnétoscopique canadienne et du Crédit d'impôt pour services de production de la province de la Colombie-Britannique
  - France : avec le soutien du Crédit d'impôt français
- Sociétés de distribution :
  - États-Unis : Lionsgate
  - Canada : Entertainment One
  - France : Metropolitan Filmexport
  - Belgique : Belga Films
  - Suisse : Impuls Pictures
- Budget : 125 millions de $[3]
- Pays de production :  États-Unis
- Langue originale : anglais
- Format[4] : couleur - 35 mm / D-Cinema - 2,35:1 (Cinémascope) - son Datasat | Dolby Atmos | Auro 11.1 (Auro-3D) | Dolby Surround 7.1 | Dolby Digital | SDDS
- Genre : science-fiction, action, aventures, thriller, drame, dystopie
- Durée : 123 minutes
- Dates de sortie[5] :
  - Royaume-Uni : 10 novembre 2014 (première mondiale à Londres)[6],[7]
  - France, Belgique, Suisse romande : 19 novembre 2014
  - États-Unis, Québec[8] : 21 novembre 2014
- Classification[9] :
  - États-Unis : accord parental recommandé, film déconseillé aux moins de 13 ans (PG-13 - Parents Strongly Cautioned)[Note 1]
  - France : tous publics avec avertissement[10]
  - Québec : tous publics (G - General Rating)
  - Suisse romande : interdit aux moins de 12 ans[11]

## Distribution
- Jennifer Lawrence (VF : Kelly Marot ; VQ : Catherine Brunet) : Katniss Everdeen, vainqueur des 74es Hunger Games et des troisièmes Jeux de l'Expiation, surnommée le Geai moqueur, symbole de la rébellion contre le Capitole. Elle a été ramenée au District 13.
- Josh Hutcherson (VF : Julien Bouanich ; VQ : Xavier Dolan-Tadros) : Peeta Mellark, vainqueur avec Katniss des 74es Hunger Games et des troisièmes Jeux de l'Expiation, ami de l'héroïne et retenu au Capitole.
- Liam Hemsworth (VF : Emmanuel Garijo ; VQ : Gabriel Lessard) : Gale Hawthorne, ami d'enfance de Katniss, il s'est échappé au District 13 pendant le bombardement du District 12 par le Capitole.
- Elizabeth Banks (VF : Marie-Eugénie Maréchal ; VQ : Viviane Pacal) : Effie Trinket, préparatrice de Katniss avant les jeux, ramenée au District 13.
- Woody Harrelson (VF : Jérôme Pauwels ; VQ : Louis-Philippe Dandenault) : Haymitch Abernathy, ancien mentor de Katniss pendant les jeux, ramené au District 13.
- Stanley Tucci (VF : Bernard Alane ; VQ : Jacques Lavallée) : Caesar Flickerman, présentateur de télévision au Capitole et interviewer des tributs avant les jeux.
- Philip Seymour Hoffman (VF : Thierry Hancisse ; VQ : Tristan Harvey) : Plutarch Heavensbee, Haut Juge des troisièmes Jeux de l'Expiation, il est impliqué dans la rébellion et s'est échappé au District 13.
- Julianne Moore (VF : Déborah Perret ; VQ : Marie-Andrée Corneille) : Présidente Alma Coin, présidente du District 13, maîtresse de la rébellion.
- Donald Sutherland (VF : Bernard Tiphaine ; VQ : Vincent Davy) : Président Coriolanus Snow, président tyrannique de Panem.
- Willow Shields (VF : Joséphine Ropion ; VQ : Ludivine Reding) : Primrose Everdeen, surnommée Prim, petite sœur de Katniss, elle s'est enfuie du District 12 avec Gale. Katniss lui ramène son chat Buttercup du District 12.
- Paula Malcomson : Mme Everdeen, mère de Katniss arrivée au District 13 avec Gale et Prim.
- Sam Claflin (VF : Axel Kiener ; VQ : Jean-Philippe Baril Guérard) : Finnick Odair, vainqueur des 65e Hunger Games et des troisièmes Jeux de l'Expiation, ramené au District 13.
- Stef Dawson (VF : Melissa Leprince) : Annie Cresta, vainqueur des 70e Hunger Games, grand amour de Finnick et retenue au Capitole.
- Jeffrey Wright (VF : Jean-Louis Faure ; VQ : Manuel Tadros) : Beetee Latier, vainqueur des 35e Hunger Games et des troisièmes Jeux de l'Expiation, cyberpirate contre le Capitole au service du District 13.
- Jena Malone (VF : Émilie Rault) : Johanna Mason, vainqueur des 71e Hunger Games et des troisièmes Jeux de l'Expiation, retenue au Capitole.
- Natalie Dormer (VF : Sandra Valentin ; VQ : Pascale Montreuil) : Cressida, directrice de l'équipe de tournage.
- Evan Ross : Messalla, assistant de Cressida.
- Patina Miller (VF : Sara Martins) : Commandante Paylor, elle rencontre Katniss à l’hôpital du District 8.
- Mahershala Ali (VF : Daniel Lobé ; VQ : Daniel Picard) : Boggs, haut militaire du District 13.
- Wes Chatham : Castor, caméraman de Cressida.
- Elden Henson : Pollux, caméraman de Cressida et frère de Castor.
- Robert Knepper (VF : Emmanuel Lemire) : Antonius
- Nicholas Pryor : un patient à l'hôpital du District 8.

Sources : IMDb. Allodoublage et Doublage Québec sauf mention contraire.

Principaux acteurs
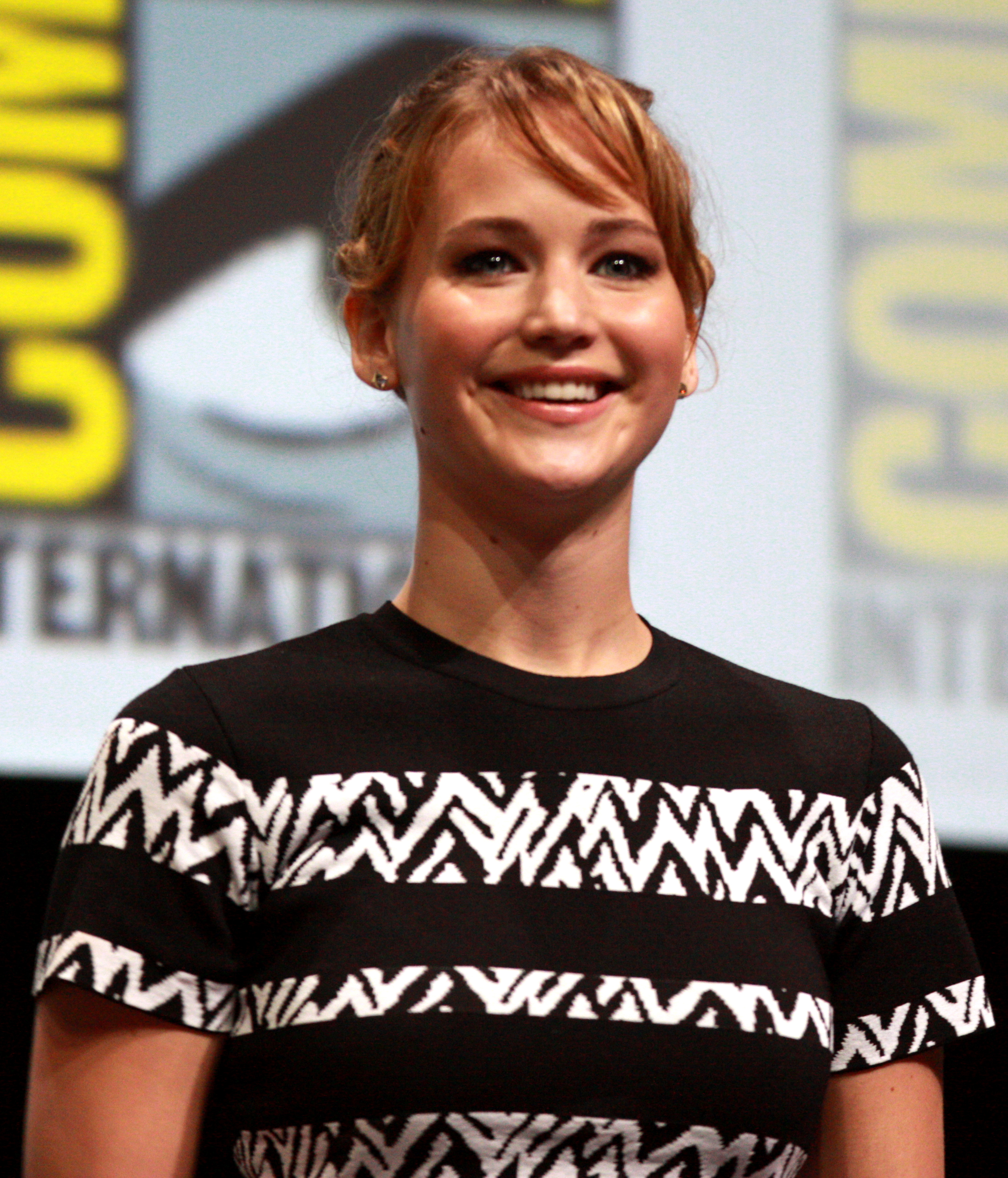
Jennifer Lawrence
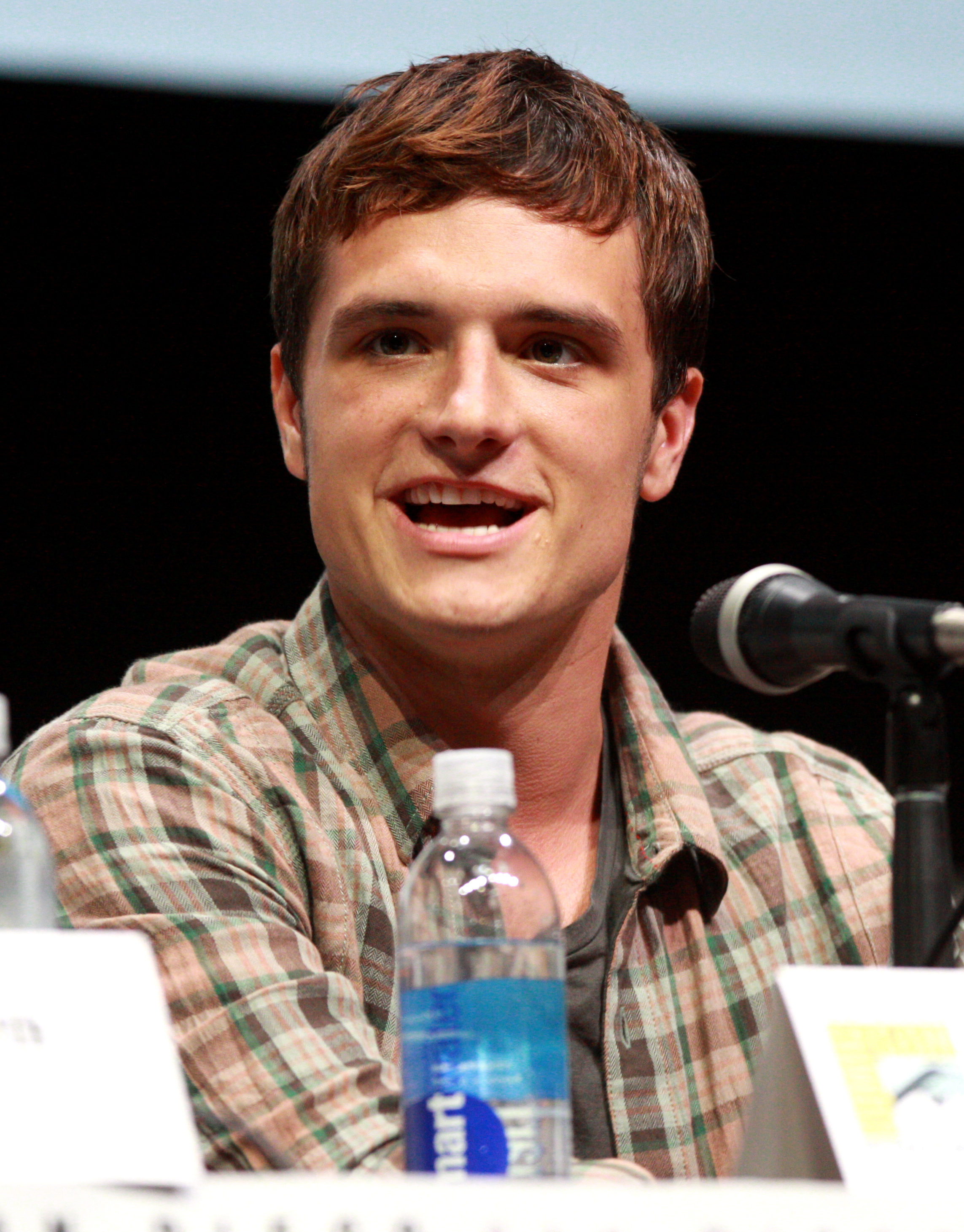
Josh Hutcherson
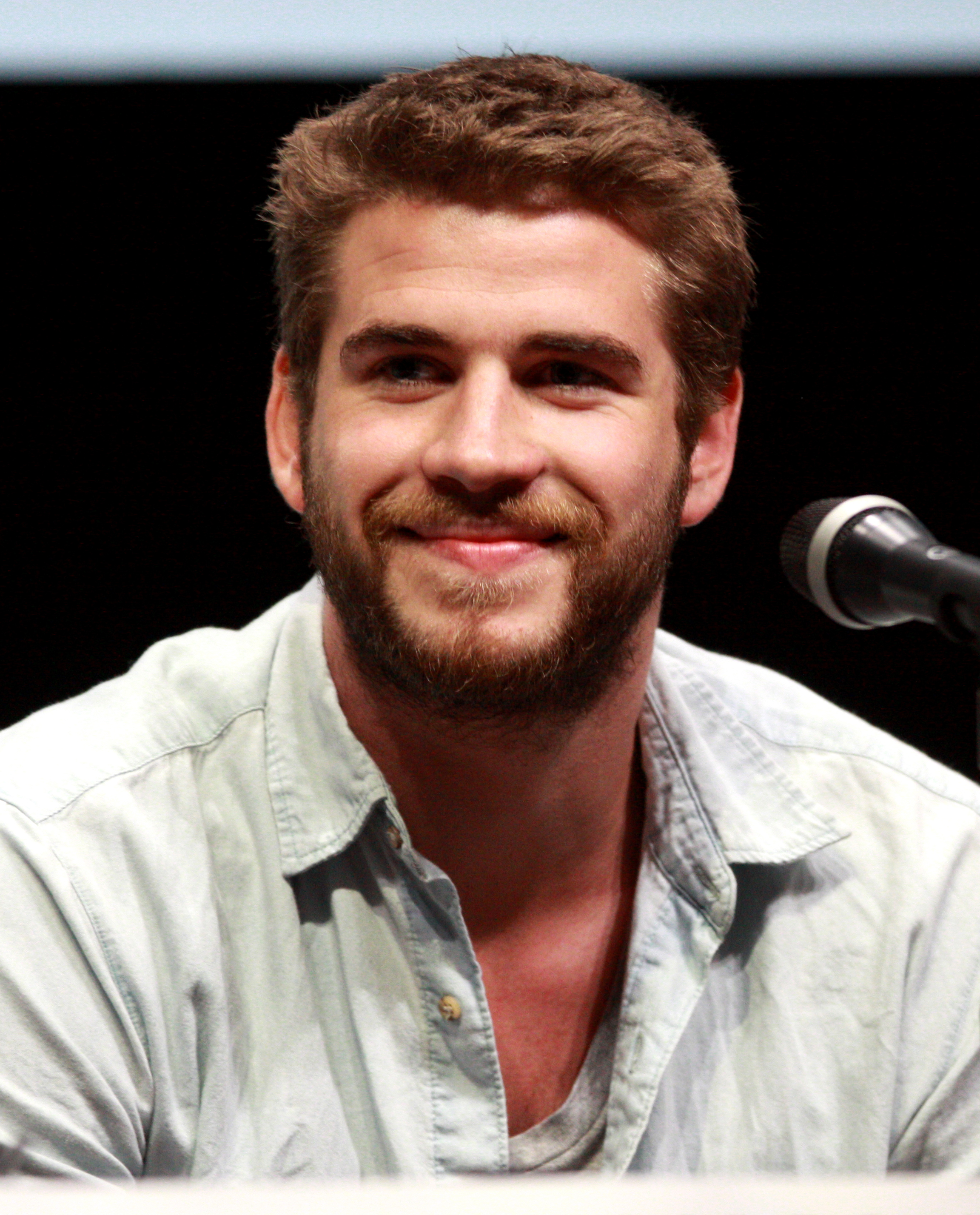
Liam Hemsworth
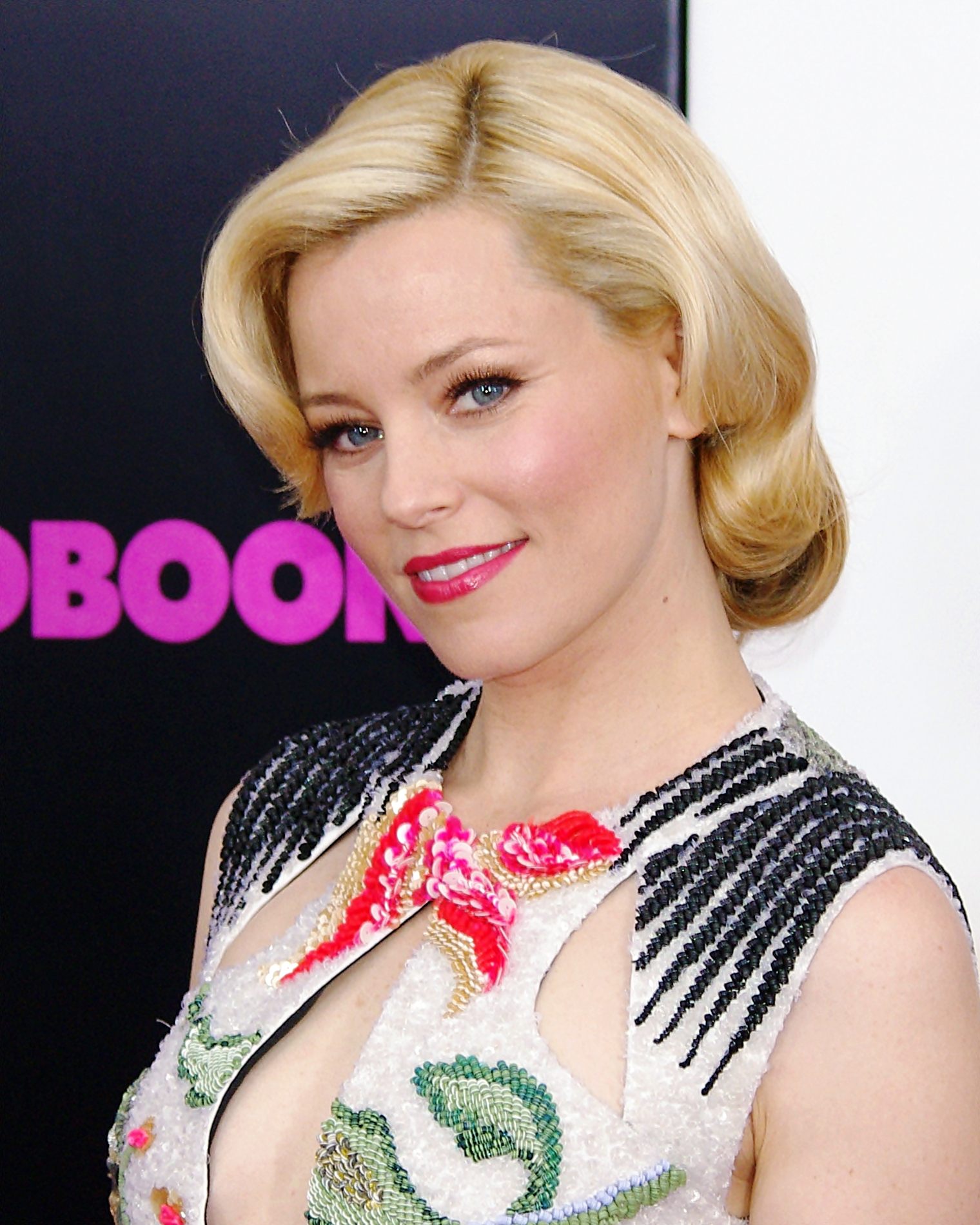
Elizabeth Banks
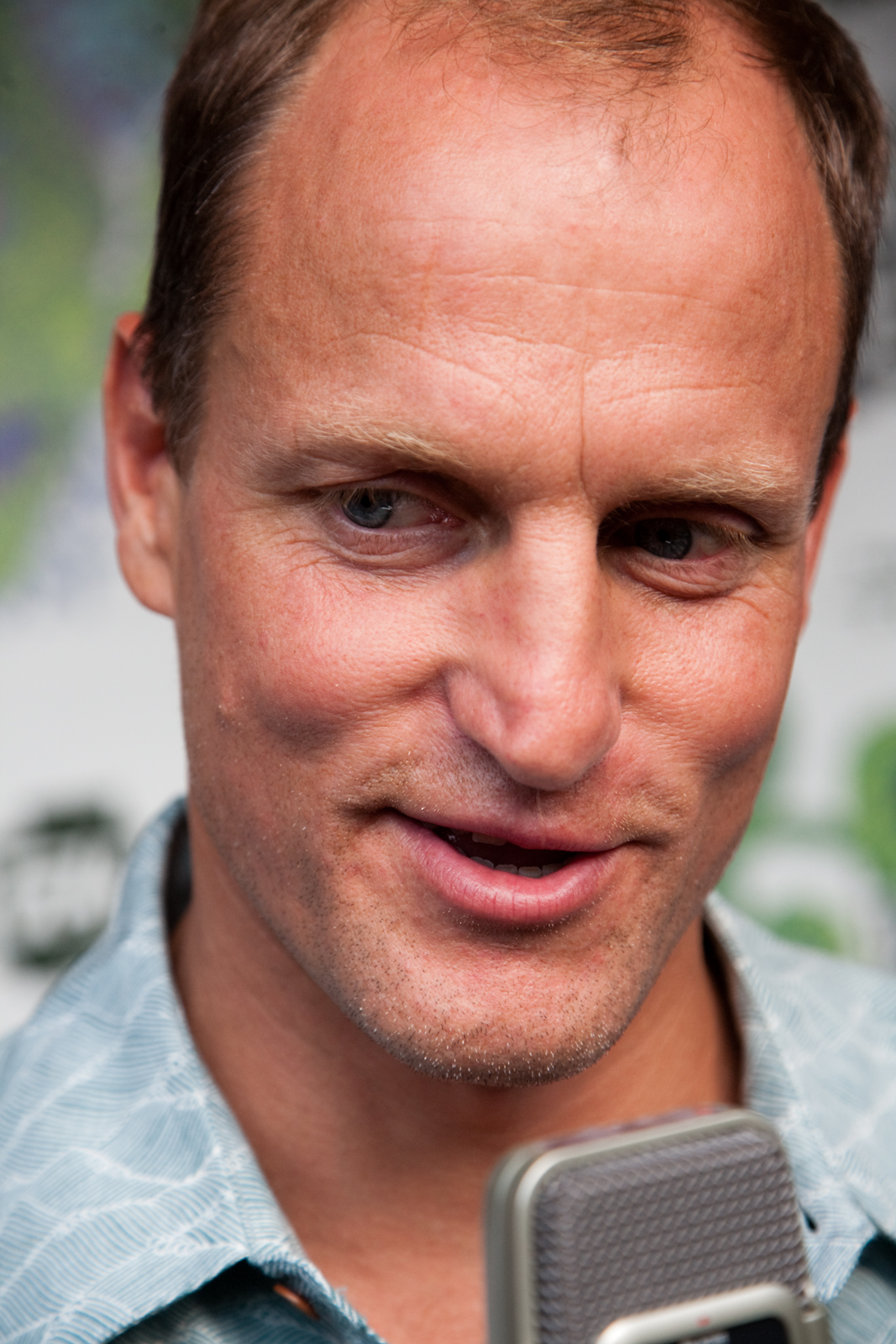
Woody Harrelson
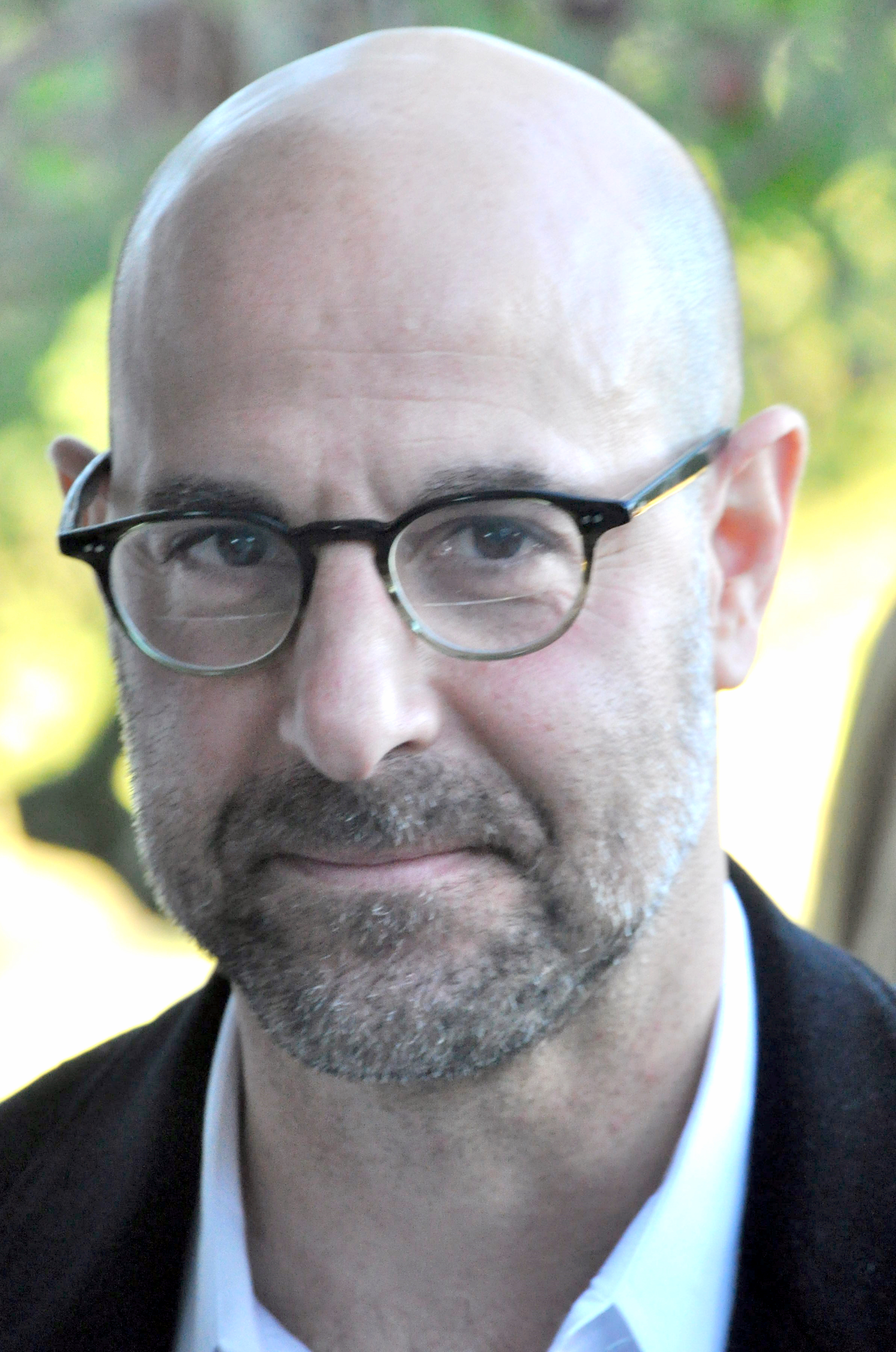
Stanley Tucci
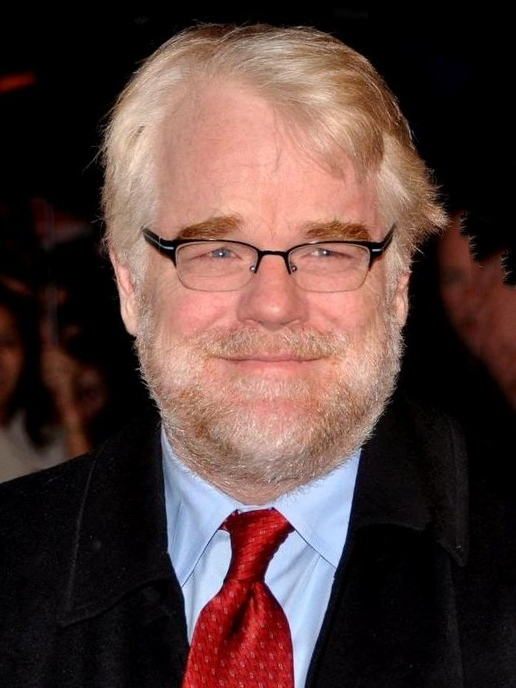
Philip Seymour Hoffman
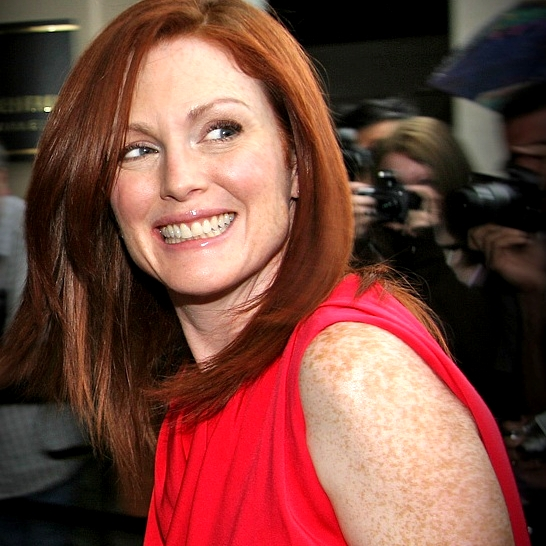
Julianne Moore
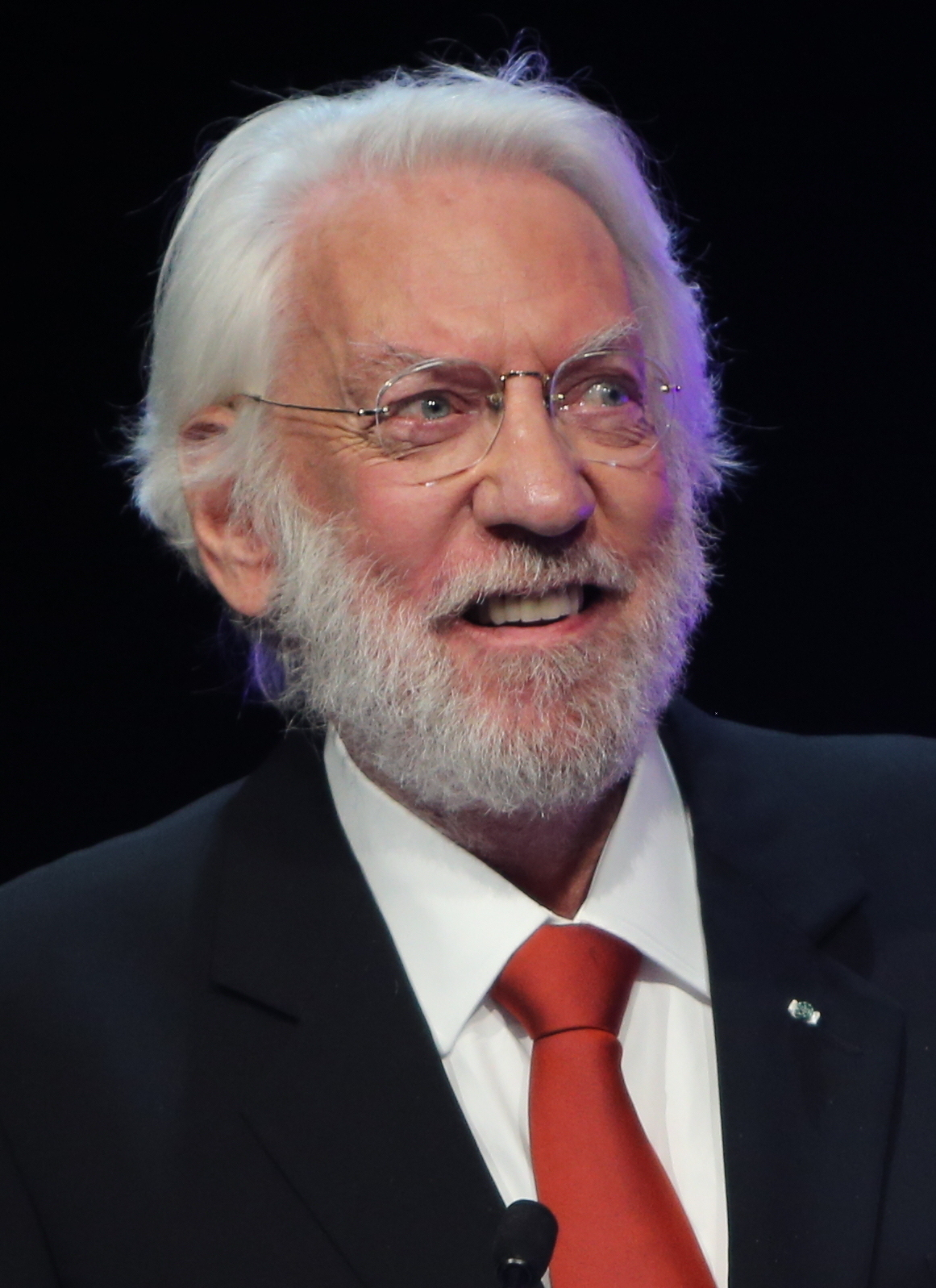
Donald Sutherland
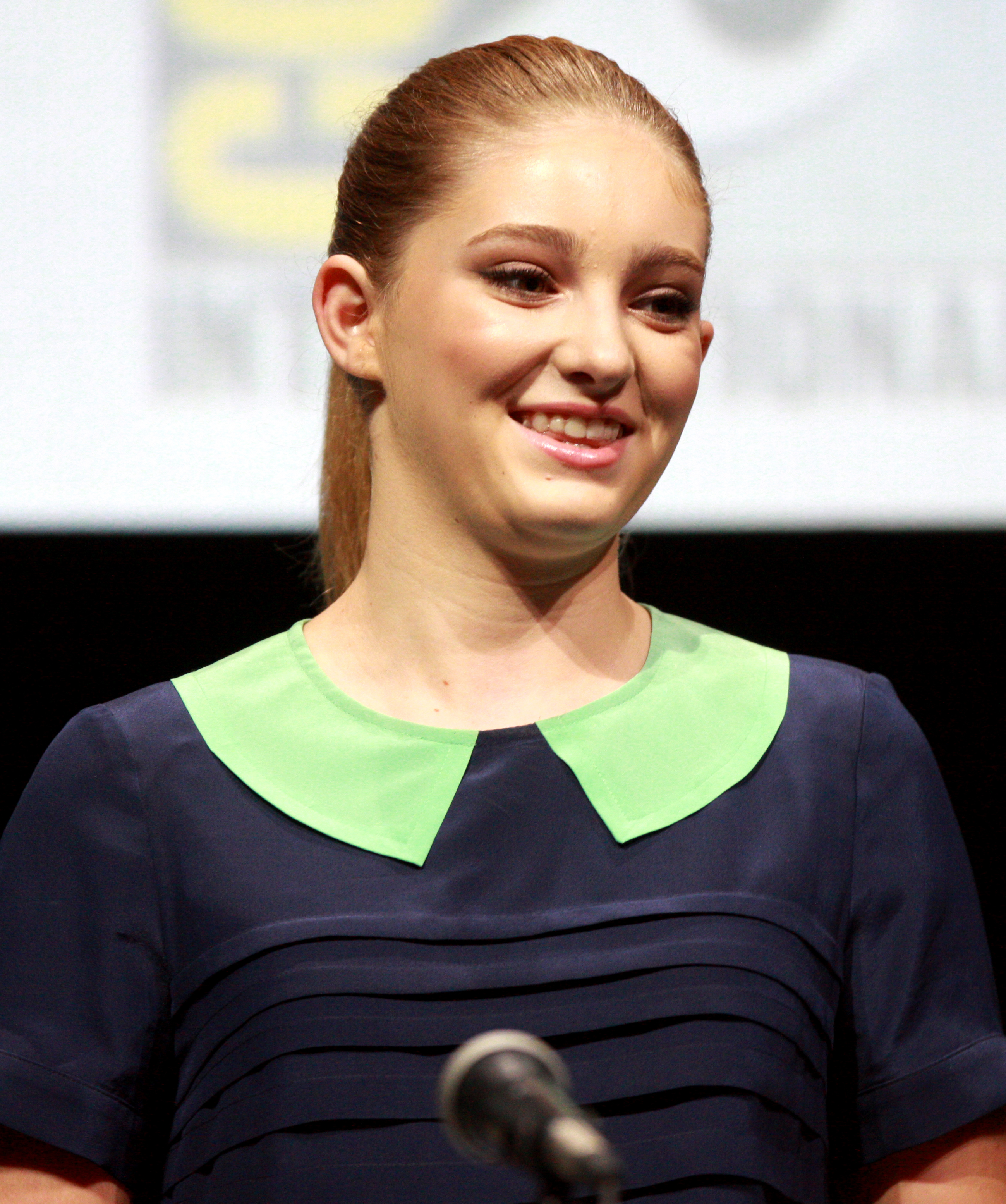
Willow Shields

## Production

### Tournage
Le tournage du troisième épisode débute en septembre 2013 à Atlanta en Géorgie. Le tournage des deux parties (troisième et quatrième épisodes de la série) a eu lieu en même temps.
Une partie du tournage se déroule en France dans les studios de Bry-sur-Marne et en région parisienne :
- à Ivry-sur-Seine[14], dans l'ensemble Jeanne-Hachette créé par Jean Renaudie et Renée Gailhoustet ;
- à Noisy-le-Grand[15], aux espaces d'Abraxas de Ricardo Bofill.

Le 2 février 2014, l'acteur Philip Seymour Hoffman incarnant Plutarch Heavensbee est retrouvé mort d'une overdose dans son appartement new-yorkais. La plupart des scènes où il devait apparaître étant déjà tournées, Francis Lawrence a décidé que celles-ci seraient gardées dans le film. Pour les quelques scènes manquantes, le scénario a été réécrit afin que l'intrigue soit assurée par d'autres personnages. « Nous n'avons rien créé par ordinateur. Nous utilisons seulement de vraies images » a affirmé le réalisateur, coupant court aux rumeurs qui affirmaient que l'acteur serait « ressuscité » grâce à des hologrammes.

## Accueil

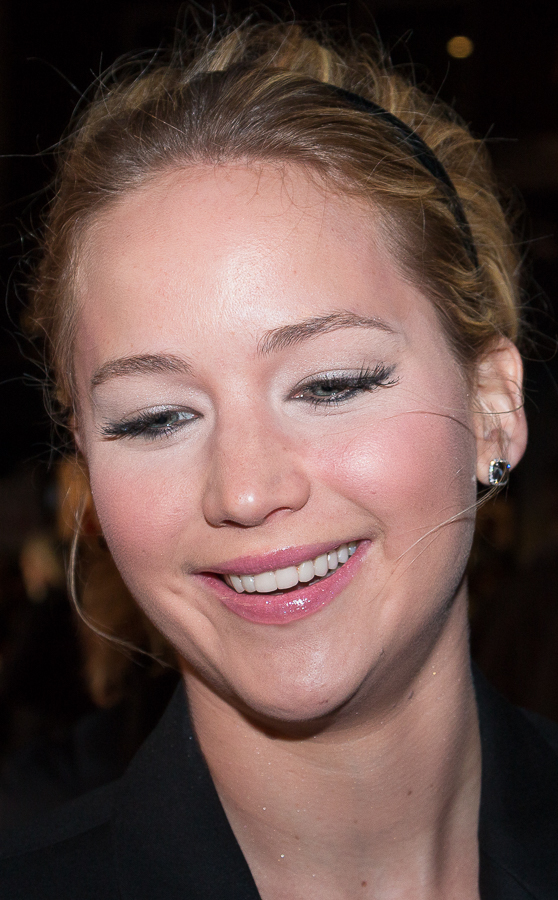
L'actrice principale Jennifer Lawrence à la première londonienne du film, en octobre 2014.

### Box-office
| Pays ou région       | Box-office         |
| -------------------- | ------------------ |
| Australie            | +028 005 111, USD  |
| Corée du Sud         | +005 592 614, USD  |
| États-Unis et Canada | 40 599 600 entrées |
| Finlande             | +002 138 487, USD  |
| France               | 3 228 348 entrées  |
| Italie               | +010 961 392, USD  |
| Nouvelle-Zélande     | +004 734 411, USD  |
| Pays-Bas             | +007 115 250, USD  |
| Russie et CEI        | +015 216 903, USD  |
| Royaume-Uni          | +046 770 593, USD  |
| Monde                | +751 940 747, USD  |

Sources : Box Office Mojo et JP's Box Office.
Hunger Games : La Révolte, partie 1 réalise le meilleur démarrage de l'année 2014 avec 123 millions de dollars en l'espace de 3 jours dont 121 millions aux États-Unis et 1 366 380 entrées en France au week-end de démarrage. En première semaine complète, il totalise 1 538 201 entrées, soit le meilleur démarrage de la saga en France.

## Distinctions
Entre 2014 et 2016, Hunger Games : La Révolte, partie 1 a été sélectionné 53 fois dans diverses catégories et a remporté 21 récompenses,.

### Distinctions 2014
| Festivals de cinéma                                                            | Catégorie / Récompense                                 | Nommé(es) / Lauréat(es)                                    | Nommé(es) / Lauréat(es) |
| ------------------------------------------------------------------------------ | ------------------------------------------------------ | ---------------------------------------------------------- | ----------------------- |
| Cercle des critiques de films féminins                                         | Prix WFCC des Meilleures images féminines dans un film | Hunger Games : La Révolte, partie 1                        | Lauréat                 |
| Communauté du circuit des récompenses (Awards Circuit Community Awards (ACCA)) | Meilleure chanson originale                            | Lorde et Joel Little (pour la chanson Yellow Flicker Beat) | Nomination              |
| Prix NouveauMaintenantSuivant (NewNowNext Awards)                              | Nexty de la Meilleure nouvelle actrice                 | Natalie Dormer                                             | Lauréat                 |

### Distinctions 2015
| Festivals de cinéma                                                                                       | Catégorie / Récompense                                                                      | Nommé(es) / Lauréat(es)                                                  | Nommé(es) / Lauréat(es) |
| --- | ------------------------------------------------------------------------------------------- | ------------------------------------------------------------------------ | ----------------------- |
| Académie des films de science-fiction, fantastique et d'horreur - Prix Saturn                             | Meilleur film de science-fiction                                                            | Hunger Games : La Révolte, partie 1                                      | Nomination              |
| Académie des films de science-fiction, fantastique et d'horreur - Prix Saturn                             | Meilleure actrice                                                                           | Jennifer Lawrence                                                        | Nomination              |
| Alliance des femmes journalistes de cinéma                                                                | Prix coup de pied au cul de la meilleure actrice de film d'action                           | Jennifer Lawrence                                                        | Nomination              |
| Association des critiques de cinéma                                                                       | Meilleure actrice dans un film d'action                                                     | Jennifer Lawrence                                                        | Nomination              |
| Association des critiques de cinéma                                                                       | Meilleure chanson originale                                                                 | Lorde (pour la chanson Yellow Flicker Beat)                              | Nomination              |
| Association des critiques de cinéma de Géorgie (Georgia Film Critics Association (GAFCA))                 | Nommé au Prix Oglethorpe pour l'excellence du cinéma de Géorgie                             | Francis Lawrence, Peter Craig et Danny Strong                            | Nomination              |
| Association du cinéma et de la télévision en ligne                                                        | Meilleure musique, chanson adaptée                                                          | (pour la chanson The Hanging Tree)                                       | Nomination              |
| Globes d'or                                                                                               | Meilleure chanson originale                                                                 | Lorde et Joel Little (pour la chanson Yellow Flicker Beat)               | Nomination              |
| Guilde des créateurs de costumes                                                                          | Meilleurs costumes de film fantastique                                                      | Kurt and Bart                                                            | Nomination              |
| Guilde des maquilleurs et coiffeurs hollywoodiens (Hollywood Makeup Artist and Hair Stylist Guild Awards) | Meilleur maquillage d'époque et/ou de personnage dans un long métrage                       | Ve Neill, Nikoletta Skarlatos et Conor McCullagh                         | Nomination              |
| MTV Movie Awards                                                                                          | MTV Movie Award du Meilleur moment musical                                                  | Jennifer Lawrence                                                        | Lauréat                 |
| MTV Movie Awards                                                                                          | MTV Movie Award de la Meilleure transformation à l'écran                                    | Elizabeth Banks                                                          | Lauréat                 |
| MTV Movie Awards                                                                                          | Film de l'année                                                                             | Hunger Games : La Révolte, partie 1                                      | Nomination              |
| MTV Movie Awards                                                                                          | Meilleure performance féminine                                                              | Jennifer Lawrence                                                        | Nomination              |
| MTV Movie Awards                                                                                          | Meilleur héros                                                                              | Jennifer Lawrence                                                        | Nomination              |
| Prix Bobine Noire                                                                                         | Meilleure performance féminine                                                              | Patina Miller                                                            | Nomination              |
| Prix de la bande-annonce d'or (Golden Trailer Awards)                                                     | Prix de la bande-annonce d’or de Meilleure bande-annonce d’un film d’aventure fantastique   | Hunger Games : La Révolte, partie 1                                      | Lauréat                 |
| Prix de la bande-annonce d'or (Golden Trailer Awards)                                                     | Prix de la bande-annonce d’or de la Meilleure affiche de film fantastique / aventure        | Hunger Games : La Révolte, partie 1                                      | Lauréat                 |
| Prix de la bande-annonce d'or (Golden Trailer Awards)                                                     | Prix de la bande-annonce d’or du Meilleur spot télévisé pour la musique originale           | Hunger Games : La Révolte, partie 1                                      | Lauréat                 |
| Prix de la bande-annonce d'or (Golden Trailer Awards)                                                     | Prix de la bande-annonce d’or de la Meilleure affiche de cinéma                             | Hunger Games : La Révolte, partie 1                                      | Lauréat                 |
| Prix de la bande-annonce d'or (Golden Trailer Awards)                                                     | Prix de la bande-annonce d’or des Meilleurs Wildposts                                       | Hunger Games : La Révolte, partie 1                                      | Lauréat                 |
| Prix de la bande-annonce d'or (Golden Trailer Awards)                                                     | Prix de la bande-annonce d’or du Meilleur spot télévisé pour la musique originale           | Lionsgate et Carve Productions                                           | Lauréat                 |
| Prix de la bande-annonce d'or (Golden Trailer Awards)                                                     | Prix de la bande-annonce d’or de la Meilleure affiche de film fantastique / aventure        | Lionsgate et Ignition Print                                              | Lauréat                 |
| Prix de la bande-annonce d'or (Golden Trailer Awards)                                                     | Prix de la bande-annonce d’or de la Meilleure affiche de cinéma                             | Lionsgate et Ignition Print                                              | Lauréat                 |
| Prix de la bande-annonce d'or (Golden Trailer Awards)                                                     | Prix de la bande-annonce d’or des Meilleurs Wildposts                                       | Lionsgate et Ignition Print                                              | Lauréat                 |
| Prix de la bande-annonce d'or (Golden Trailer Awards)                                                     | Spot TV le plus original                                                                    | Hunger Games : La Révolte, partie 1                                      | Nomination              |
| Prix de la bande-annonce d'or (Golden Trailer Awards)                                                     | Meilleure musique originale                                                                 | Hunger Games : La Révolte, partie 1                                      | Nomination              |
| Prix de la bande-annonce d'or (Golden Trailer Awards)                                                     | Meilleur panneau d'affichage                                                                | Hunger Games : La Révolte, partie 1                                      | Nomination              |
| Prix de la bande-annonce d'or (Golden Trailer Awards)                                                     | Meilleur affiche de film                                                                    | Hunger Games : La Révolte, partie 1                                      | Nomination              |
| Prix de la bande-annonce d'or (Golden Trailer Awards)                                                     | Meilleure musique originale                                                                 | Lionsgate et Carve Productions                                           | Nomination              |
| Prix de la bande-annonce d'or (Golden Trailer Awards)                                                     | Meilleur panneau d'affichage                                                                | Lionsgate et Ignition Print                                              | Nomination              |
| Prix de la bande-annonce d'or (Golden Trailer Awards)                                                     | Meilleure affiche de film fantastique / aventure                                            | Lionsgate et Ignition Print                                              | Nomination              |
| Prix de la bande-annonce d'or (Golden Trailer Awards)                                                     | Meilleur affiche de film                                                                    | Lionsgate et Ignition Print                                              | Nomination              |
| Prix de la critique de cinéma en ligne portugaise (Críticos de Cinema Online Portugueses Awards)          | Meilleure chanson originale                                                                 | Lorde et Joel Little (pour la chanson Yellow Flicker Beat)               | Nomination              |
| Prix du choix des enfants                                                                                 | Prix Blimp du Film préféré                                                                  | Lionsgate                                                                | Lauréat                 |
| Prix du choix des enfants                                                                                 | Prix Blimp de la Star d'action féminine préférée                                            | Jennifer Lawrence                                                        | Lauréat                 |
| Prix du choix des enfants                                                                                 | Prix Blimp de la Star d'action masculine préférée                                           | Liam Hemsworth                                                           | Lauréat                 |
| Prix du choix des enfants                                                                                 | Méchant préféré                                                                             | Donald Sutherland                                                        | Nomination              |
| Prix du Derby d'or                                                                                        | Meilleure chanson originale                                                                 | Lorde et Joel Little (pour la chanson Yellow Flicker Beat)               | Nomination              |
| Prix du jeune public                                                                                      | Prix du jeune public du Meilleur film de science-fiction ou fantastique                     | Hunger Games : La Révolte, partie 1                                      | Lauréat                 |
| Prix du jeune public                                                                                      | Prix du jeune public du Meilleur acteur dans un film de science-fiction ou fantastique      | Josh Hutcherson                                                          | Lauréat                 |
| Prix du jeune public                                                                                      | Prix du jeune public de la Meilleure actrice dans un film de science-fiction ou fantastique | Jennifer Lawrence                                                        | Lauréat                 |
| Prix du jeune public                                                                                      | Meilleur acteur dans un film de science-fiction ou fantastique                              | Liam Hemsworth                                                           | Nomination              |
| Prix du jeune public                                                                                      | Meilleur méchant                                                                            | Donald Sutherland                                                        | Nomination              |
| Prix du jeune public                                                                                      | Meilleur baiser                                                                             | Jennifer Lawrence et Liam Hemsworth                                      | Nomination              |
| Prix international de la critique de musique de film (International Film Music Critics Award (IFMCA))     | Meilleure musique originale pour un film d'action / aventure / thriller                     | James Newton Howard                                                      | Nomination              |
| Prix international de la critique de musique de film (International Film Music Critics Award (IFMCA))     | Meilleure composition de musique de film de l'année                                         | James Newton Howard, Suzanne Collins, Jeremiah Fraites et Wesley Schultz | Nomination              |
| Prix nationaux du cinéma russe (Russian National Movie Awards)                                            | Meilleur film d'action étranger de l'année                                                  | Hunger Games : La Révolte, partie 1                                      | Nomination              |

### Distinctions 2016
- Goldene Kamera 2016 : Camera d'or de la Meilleure actrice internationale décerné à Julianne Moore.

## Analyse

### Différences avec le roman
- La scène du début où Finnick parle avec Katniss au bloc médical est présente dans le second tome[23], non dans le troisième.
- Sont non présents dans le film les personnages de Dalton, éleveur du district 10[24], et Fulvia Cardew, l'assistante de Plutarch[25].
- Katniss trouve la rose blanche dans le bureau ; dans le roman, la rose est déposée dans sa chambre[26].
- Peeta apparaît pour la première fois à l'écran au réfectoire ; dans le roman, cette scène a lieu dans la salle de commandement[27].
- Dans le film, les personnages de Venia, Flavius et Octavia[28] sont absents et remplacés par Effie Trinket. C'est elle qui donne à Katniss le cahier de Cinna et non Plutarch comme dans le roman[29].
- Dans le roman, lors de l'attaque dans le district 8, Katniss et Gale interviennent en contrecarrant les ordres de leur hiérarchie[30]. Katniss sera d'ailleurs blessée par un éclat de shrapnel[31] et devra rester plusieurs jours à l'hôpital[32]. Dans le film, Katniss est indemne.
- Katniss voit la seconde interview de Peeta en compagnie de Finnick[33], et non avec Gale comme dans le film.
- Toutes les interviews de Peeta du film sont faites par Caesar Flickerman ; dans le roman, la dernière est faite par Snow[34].
- L'attaque sur le district 13 dure plusieurs jours dans le roman[35] et comptera plusieurs pertes humaines[36].
- Dans le film, Katniss distrait l'attention de Snow par média interposé lors de la mission d'exfiltration. Cette scène n'a pas lieu dans le roman, en fait Katniss est présente au côté de Finnick quand ce dernier dévoile l'histoire de Snow[37].
- Après la mission d'exfiltration, Johanna est ramenée inconsciente et Gale blessé[38] ; dans le film, Johanna est consciente et Gale indemne.